# Russenwiese
Koordinaten: 49° 25′ 55″ N, 11° 8′ 47″ O
Die Russenwiese ist eine etwa 15 Hektar große Lichtung im Waldgebiet Forsthof der Stadt Nürnberg.

## Geographie
Die Lichtung liegt im Lorenzer Reichswald, zwei Kilometer nordwestlich von Fischbach, östlich der Nürnberger Stadtteile Langwasser und einen Kilometer südöstlich von Zerzabelshof.
Von der Bundesstraße 4, der Valznerweiherstraße und dem Lohengrinweg ist sie über unbefestigte Forststraßen zu erreichen. Sie liegt 322 Meter über NHN, ist von einigen namenlosen Wiesengräben durchzogen und wird nordöstlich vom Schwarzen Graben begrenzt, der dort in den Fischbach mündet.

## Geschichte

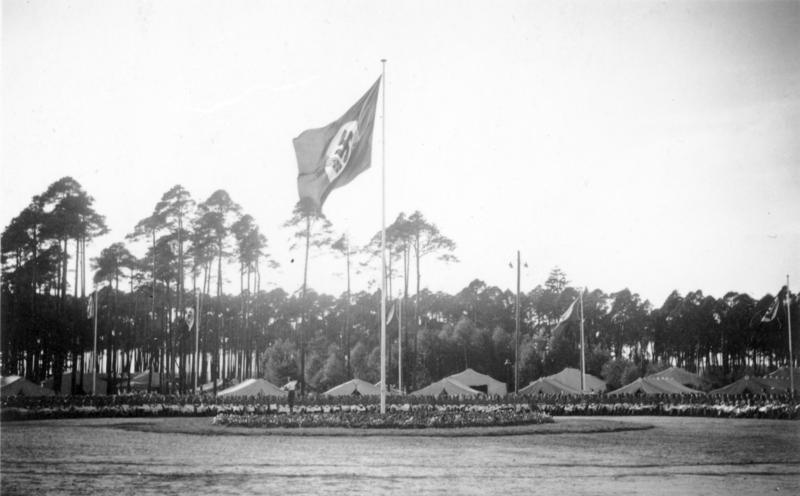
ehemaliges NS-Zeltlager

Der Name „Russenwiese“ bürgerte sich nach dem Ersten Weltkrieg ein, nachdem dort während des Krieges ein Lager für russische Kriegsgefangene errichtet worden war.
Etwa zwanzig Jahre nach dem Ende des Ersten Weltkrieges wurden zur Zeit der Reichsparteitage wiederum große Zeltlager für die Teilnehmer der Werkschar und KdF-Programme eingerichtet. 
Ein Bericht der Feuerschutzpolizei von 1939 nennt für das Lager Russenwiese in der Zeit vom 5. bis 12. September 1938 24.000 Mann Belegung.
Im Zweiten Weltkrieg betrieb die Gestapo dort ein sogenanntes Arbeitserziehungslager. Für den Zeitraum von Oktober 1942 bis August 1943 wurden Belegungszahlen von ca. 2000 vorwiegend osteuropäischen, zur Zwangsarbeit herangezogenen Gefangenen berichtet. Die Haftbedingungen dieses Straflagers waren mit denen in den Konzentrationslagern der SS vergleichbar. Nach Kriegsende wurde in diesem Zusammenhang unter anderen Paul Ohler vom Oberlandesgericht Nürnberg zu sieben Jahren Haft verurteilt.
Bei nächtlichen Luftangriffen mit mehr als 600 britischen Bombern am 10./11. und 27./28. August 1943 wurde das Lager getroffen. Die Opfer sind in einem der Massengräber auf dem Nürnberger Südfriedhof bestattet. Anschließend wurde das Lager nach Langenzenn im Landkreis Fürth verlegt.
Zeitzeugen berichteten vereinzelt von regelmäßigen Zwangsabtreibungen an polnischen Zwangsarbeiterinnen.

## Heute

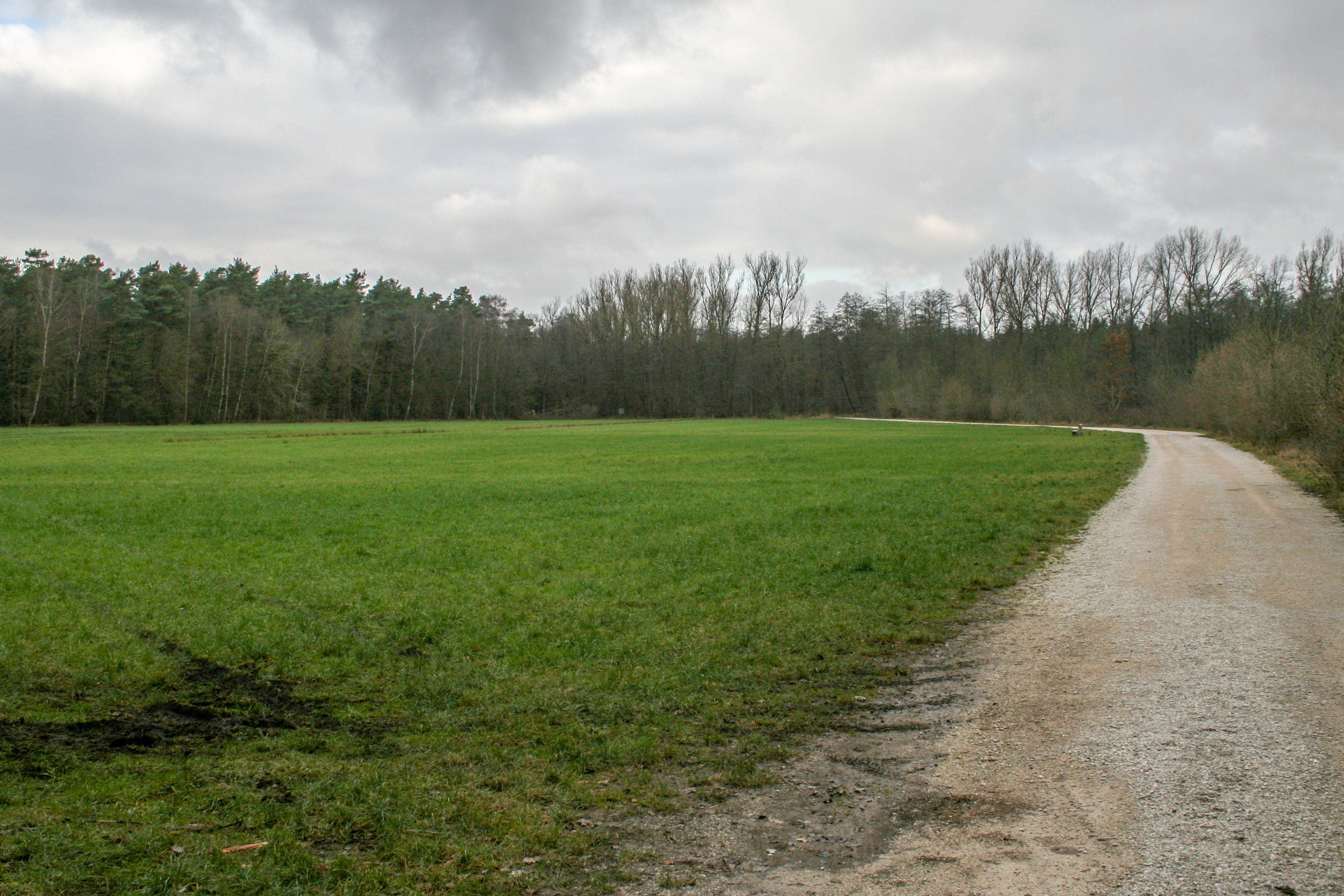
Russenwiese bei Fischbach heute

Die Natur hat inzwischen mit Flora und Kleinfauna die Russenwiese für sich zurückerobert. Licht- und Lärmverschmutzung sowie ständige Verkehrsbelastung haben die Rückkehr von Großsäugern oder Standwild in das Gelände verhindert. Einmal jährlich wird die Wiesenfläche gemäht. Heute erinnert nichts mehr an die jüngere geschichtliche Vergangenheit oder an die historische geotypische Vielfalt. Die Wiese wird heute freizeitlich von Mensch und Tier genutzt. Einige Rad- und Wanderwege führen durch das Areal. Zelten und Lagerfeuer sind nicht gestattet, begründet unter anderem durch ungelöste Probleme bei der Müllentsorgung, sowie die befürchtete Belastung mit Fäkalien, die Brandgefahr und die Störung der Brutvögel.